# John Fitzalan (10e Baron d'Arundel)
John Fitzalan d'Arundel, 10e baron d'Arundel, est un noble anglais.

## Biographie
Né en 1458, John Fitzalan d'Arundel est le quatrième fils de William Fitzalan (9e comte d'Arundel)  et de Joan Neville. 
John Fitzalan d'Arundel s'appelait John Arundel (la famille avait cessé d'utiliser le nom de famille Fitzalan un siècle avant sa naissance). 
John Arundel et Édouard Woodville appartiennent à l'entourage d'Henri Tudor, comte de Richmond, exilé pendant quinze ans en Bretagne alors qu'il planifiait son invasion de l'Angleterre pour devenir roi. Henri accède au trône lorsque ses forces, soutenues par la France, l'Écosse et le Pays de Galles, battent Richard III à la bataille de Bosworth. 
Lors de la bataille de Stoke en 1487, John Arundel est fait chevalier après la bataille. 
En 1488, contre l'avis du roi Henri Tudor, Sir John Arundel organisa avec Édouard Woodville, une expédition partant de l'île de Wight, pour aider les Bretons contre les français. Édouard Woodville réussit à s'embarquer pour Saint-Malo. Mais John Arundel fut intercepté avec son navire par des agents royaux alors qu'il était encore à Wight et arrêté avec ses hommes pour avoir ignoré l'ordre du roi de ne pas se battre.